# Lago de Mezzola
O Lago de Mezzola (em italiano: Lago di Mezzola) é um pequeno lago na região italiana da Lombardia, com uma extensão de 5,9 km². Encontra-se entre o Pian di Spagna ao sul, que o divide do Lago de Como e é um habitat pantanoso ecologicamente importante, e o Piano di Chiavenna ao norte, que leva até Chiavenna. Ambos são atravessados pelo rio Mera, que é o influxo mais importante do Lago de Mezzola, bem como sua única saída, e que o liga ao Lago de Como. O lago tem dois influxos adicionais, o Codera, que atravessa o Val Codera antes de entrar no lago em Novate Mezzola, e o Ratti que atravessa o Valle dei Ratti e entra no lago um pouco para o sul em Verceia. O Lago de Mezzola e o Pian di Spagna juntos formam o Riserva Naturale Pian di Spagna e Lago di Mezzola. 
Anteriormente, esta área fazia parte do ramo norte do Lago de Como, que se estendia até o norte como Samolaco, conhecido na antiguidade como Summus Lacus, ou seja, "cabeça do lago". Subsequentemente, a inundação freqüente do Rio Adda depositou aluvião e formou o Pian di Spagna, separando assim os dois lagos. 
Os assentamentos à beira do lago incluem Novate Mezzola ao norte, Verceia, San Fedele e Bocca d'Adda (uma vez a foz do Adda) na costa leste, e Dascio e Albonico, (ambos frações da comuna de Sorico) a oeste. O lago Tempietto di San Fedelino, do século X, fica perto da costa norte. 
Muitos peixes no lago incluem lúcios, percas, tencas, carpas e rudds.